# Judith Hermann
Judith Hermann, född 15 maj 1970 i Berlin, är en tysk författare mest känd för sina noveller. Hon har studerat tyska, filosofi, musik och journalistik. Hon har arbetat som frilansjournalist för flera tidskrifter.

## Författarskap
Judith Hermann debuterade 1998 med novellsamlingen Sommerhaus, später (på svenska Sommarhus, senare, 2000). Den mottogs positivt av både kritiker och läsare och har översatts till flera språk. Den har uppfattats som en generationsskildring, där unga personers bohemtillvaro i Berlin skildras i nio noveller. Författaren belönades med Kleistpriset för boken.
Därefter har hon publicerat flera novellsamlingar: Nichts als Gespenster 2003 (på svenska som Bara spöken, 2004), Alice 2009 (på svenska som Alice: fem noveller, 2016) och Lettipark 2016. I Bara spöken förläggs kärleksrelationer till olika platser i Europa. I Alice kretsar berättelserna kring Alice och minnena från hennes närvaro i olika personers liv.
Författarens stil beskrivs som distanserad, melankolisk, sparsmakad och rik på undertext.
Romanen Aller Liebe Anfang (2014) fick ett mer blandat mottagande, medan hennes andra roman Daheim (2021; svenska: Hemma) har hyllats och renderat nya priser till författaren. Aller Liebe Anfang beskriver en familj där kvinnan utsätts för en närboendes stalkerbeteende. I Daheim har en medelålders kvinna flyttat från sin familj till en mindre ort vid den nordtyska kusten, där hon under årets gång bygger nya relationer till diverse udda personer. 

### Noveller/berättelser
- 1998 – Sommerhaus, später
  - Hermann, Judith; Forsgren Ulla Ekblad (2000). Sommarhus, senare: noveller. Stockholm: Ordfront. Libris 8373833. ISBN 9173247278
- 2003 – Nichts als Gespenster
  - Hermann, Judith; Forsgren Ulla Ekblad (2004). Bara spöken: berättelser. Stockholm: Ordfront. Libris 9433005. ISBN 917037015X
- 2009 – Alice
  - Hermann, Judith; Löfdahl Karin (2016). Alice: fem noveller. Göteborg: Lindelöw. Libris 17064628. ISBN 9789185379873
- 2016 – Lettipark

### Romaner
- 2014 – Aller Liebe Anfang
- 2021 – Daheim
  - Hermann, Judith; Festin Jesper (2023). Hemma. Stockholm: Weyler. Libris fwh3r9qjclvb4mlk. ISBN 9789127176348

## Priser och utmärkelser i urval
- Kleistpriset 2001 för Sommerhaus, später
- Bremer Literaturpreis 2022 för Daheim